# Craterosaurus pottonensis
Craterosaurus pottonensis ("lagarto Crátera de Potton")  es una especie  de dinosaurio tireóforo estegosáurido del género extinto dudoso Craterosaurus, que vivió a principios del período Cretácico, hace aproximadamente 140 y 125 millones de años, en el Valanginiense y Barremiense, en lo que hoy es Europa.

## Descripción
Craterosaurus fue un dinosaurio acorazado con placas, que medía alrededor de 4 metros de largo, 1,5 de alto y un peso de 300 kilogramos. El fragmento en el que se basa el Craterosaurus está muy gastado pero aún es visible que hay un profundo hueco en la base del arco vertebral, justo detrás de las protuberancias de las vértebras frontales, las preapozigofisis. El arco vertebral es estrecho y alto. Del tamaño de la vértebra se deduce la dimensiones del animal.

## Historia
Craterosaurus se encontró en el lecho Wealden, en las arenas Potton, West Sussex, Bedfordshire en Inglaterra. Conocido a partir de un arco neural parcial de una vértebra dorsal, que en un principio se pensó que pertenecía al cráneo de una lagartija. La edad es incierta, como el fósil dañado fue vuelto a depositar probablemente, erosionado a partir de una capa y redepositado, haciendo que parezca más viejo. Craterosaurus pottonensis fue nombrado y descrito en 1874 por Harry Govier Seeley. El nombre del género se deriva del griego clásico κρατήρ, "kratèr",  crátera y σαυρος, sauros, lagarto. El nombre de la especie se refiere al lecho óseo de Potton, la capa de Potton en la que se encontró el fósil. Seeley escribió específico con una letra mayúscula, por lo que quedó como "Craterosaurus Pottonensis".
El holotipo, SMC B.28814, proviene de la formación Woburn Sands que data del Aptiano temprano , de aproximadamente 120 millones de años. Se guarda en el Museo Sedgewick en Cambridge. Consiste en una pieza curvada de hueso, a la que refiere el nombre. Seeley pensó que era parte del cráneo. Franz Nopcsa mostró en 1912 sin embargo, se trataba de una pieza de arco vertebral: Seeley coloco la parte superior convexa como la cara interna y el hueso así reconstruido al revés.

## Clasificación
Craterosaurus es considerado un miembro de la familia Stegosauridae, por la edad y la localización se considera que está relacionado con Kentrosaurus y Dacentrurus en la subfamilia Kentrosaurinae. Por varios paleontólogos es considerado sinónimo de Regnosaurus.
Seeley dudaba de la naturaleza del hallazgo. Sospechaba que era un dinosaurio, pero pensó que también podría ser un tipo diferente de reptil. Señaló esta disposición más general con la palabra Lacertia, que entonces incluía a todos los reptiles en general. Hoy en día, este término es sólo usado para los lagartos y que ha dado lugar a la idea errónea de que Seeley consideraba a Craterosaurus como un lagarto gigante, también influenciado por el hecho de que Seeley comparó el hueso extendido con el cráneo de la lagartija Hatteria.
En 1909, Friedriech von Huene pensó que era un miembro de la Saurischia y en 1911 Alfred von Zittel llegó a la Theropoda carnívora, aunque ambos todavía asumieron la identificación incorrecta del fósil. En 1956, Alfred Romer concluyó una colocación en Stegosaurinae y en 1966 el Stegosauridae más general, cuya clasificación ha permanecido aceptada hasta ahora.
El hueso ofrece pocos datos para llegar a una determinación de posición cladística exacta moderna. Tradicionalmente se ha afirmado que Craterosaurus es dudoso que no se puede distinguir del resto de la familia a la que pertenece. Regnosaurus, que solo se conoce por un fragmento de mandíbula, a veces Craterosaurus se ve sin embargo como un sinónimo más moderno de este último. Sin embargo, Peter Galton es de la opinión de que el vaciado en el arco vertebral forma un autopomorfismo válido, una propiedad derivada única del taxón. El Craterosaurus se ve dentro de esta vista como un pariente de Kentrosaurus y Dacentrurus dentro de Kentrosaurinae. Galton asignó un segundo fósil en 1981 a Craterosaurus catalogado como BMNH R.3134, una columna vertebral con una costilla, pero tuvo que admitir en 1985 que, presumiblemente, los restos son de Polacanthus.
Galton también creía que el hueso podría ser del Cenomaniense , lo que convertiría a Craterosaurus en uno de los últimos estegosáuridos conocidos que habría durado hasta el período del Cretácico Superior. Seeley señaló, sin embargo, que las Arenas de Potton son depósitos secundarios de material que es tal vez tan antiguo como Valanginiense y que el desgaste del hueso indica un retrabajo del fósil.